# Adebayo Vunge
Adebayo Vunge (Luanda, 1981) é um jornalista e ensaísta angolano.

## Biografia
Em sua cidade natal fez toda a sua formação (primária, secundária, médio e universitário). Cedo começou a trabalhar, inicialmente com o fito de conciliar a teoria com a prática enquanto frequentava a décima classe no Curso Médio de Jornalismo do IMEL em Luanda. 
Assim, iniciou a sua carreira como estagiário no jornal Angolense, mas foi no Comércio Actualidade onde se notabilizou. Passou ainda pela revista Figuras & Negócios, pela TPA e Novo Jornal, onde foi seu editor e actualmente é apenas colaborador/colunista.
Durante algum tempo deixou a actividade jornalística directa para dedicar-se ao marketing institucional. Inicialmente na UNITEL e posteriormente foi Líder do domínio da Comunicação e Marketing Institucional do PERT (Projecto Executivo para a Reforma Tributária), órgão afecto ao Ministério das Finanças.
Na televisão, foi guionista de uma telenovela (Reviravolta) e dos programas "Vencedores" e "Jovemania" de que foi seu criador (com Gilberto Luther) e co-apresentador (com Rossana Miranda). Licenciou-se em Comunicação Social na UPRA onde actualmente ministra, como Assistente, as cadeiras de História da Comunicação Social e Teorias e Técnicas de Jornalismo. Tem se dedicado também ao trabalho de consultoria em assessoria de imprensa, para além da investigação científica sobre jornalismo em Angola. Neste quesito, lançou duas obras: "Dos Mass Media - História, Teoria e Crítica"  (2006, edição do autor) e "A Credibilidade dos Media em Angola" (2010, edição Casa das Ideias). Tem na forja novas obras literárias, nomeadamente um conto infantil e um novo ensaio sobre Ética Jornalística em Angola. Tem vários artigos publicados em Angola e no estrangeiro sobre Política, Cultura e Relações Internacionais.
Por indicação da então ministra da Comunicação Social de Angola, em Dezembro de 2011 foi nomeado, pelo ministro das relações exteriores, Adido de Imprensa (com categoria de Conselheiro) da Embaixada de Angola em França, residindo por isso em Paris. Editou duas obras promocionais sobre Angola destinadas ao público francês: Angola (2013) e Angola - Reconstruction, Croissance et Development (2014), para além de editar mensalmente uma newsletter, Courrier de l'Angola, que se encontra disponível no site da Embaixada, www.ambassadeangolafrance.org .
Em Julho de 2015 regressou a Luanda onde foi nomeado Director do Gabinete de Comunicação Institucional e Imprensa do Ministério das Finanças, passando a coordenar a equipa de comunicação desta entidade e indirectamente dos organismos de tutela.
Em 2017, lançou em Luanda e Lisboa o livro "Pensar África", com chancela da editora luso-cabo-verdiana Rosa de Porcelana. Este livro, aborda uma inovadora visão sobre África na perspectiva do seu desenvolvimento e da sua integração activa na economia mundial, identificando, no cumprimento deste desiderato, os principais constrangimentos e condicionalismos que ainda impendem globalmente sobre o continente. Esta visão ousada sobre os desafios africanos alberga uma série de potencialidades para que seja enquadrada pelas altas instâncias do conhecimento como uma nova visão endógena e moderna sobre a África. O livro tem o prefácio de José Maria Neves e o posfácio de Archer Mangueira, respectivamente ex-Primeiro-ministro de Cabo-verde e ministro das Finanças de Angola. 